# Tortricopsis semijunctella
Espèce
Tortricopsis semijunctella est une espèce de lépidoptères (papillons) de la famille des Oecophoridae qui se rencontre en Australie y compris en Tasmanie.

## Galerie

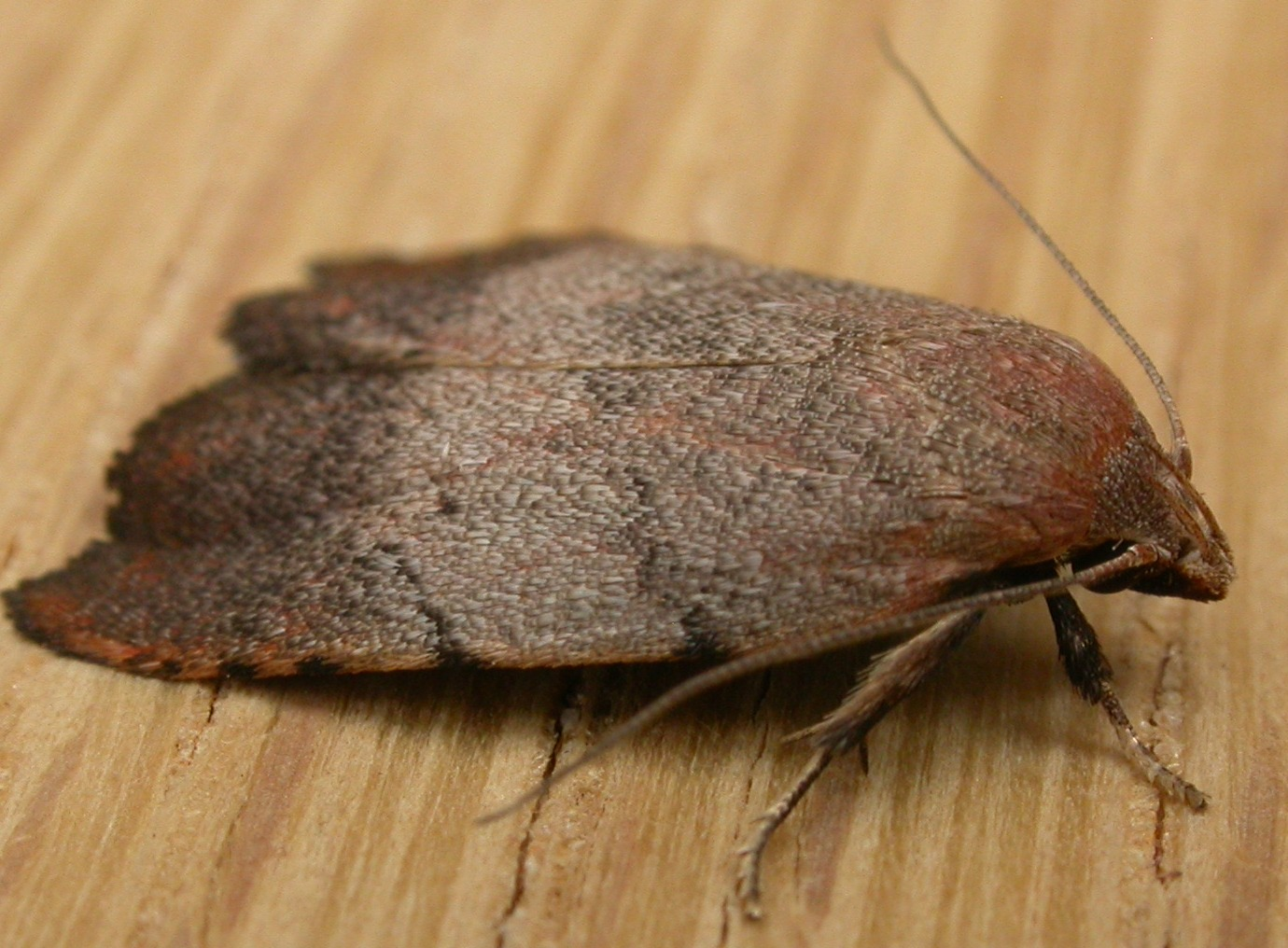